# 仮面の守護者ゼロング
仮面の守護者ゼロングは、東京都葛飾区のローカルヒーロー、同名の主人公を主役とした舞台作品（キャラクターショー）である。
主要キャラクターのスーツアクターにプロレスラーおよび経験者を採用し、アマチュアプロレス団体W.I.Nに定期戦参戦をするなど、プロレス仕込みのアクションが特徴。

## ストーリー
悪の軍団デスバル。彼らは東京を悪の独立国家にしようと企んでいる。そして手始めに葛飾区に目を付け葛飾区民を悪の戦闘員に変えようと洗脳活動をしている。
デスバルは遺伝子工学の権威でもある池田博士を脅し、葛飾制圧のために改造人間を製造していた。その中で池田博士は、遺伝子の一致で発動するシューティングカードを開発し「ゼロング」を造り上げたが、適合者を見つけられずゼロングの制作は難航し、デスバルの計画も宙に浮いた状態だった。ところが偶然に捉えた青年「四ツ木アオト」が適合者と判明し、彼にシューティングカードを与えた。
しかしこのままでは東京、そして葛飾区がデスバルの魔の手にかかることを恐れた池田博士は、四ツ木アオトと共にデスバル基地の脱出に成功した。
池田博士から適合者の話を聞いたアオトは、突然のことに戸惑いを隠せなかったが、ある夜、夢の中でメッセージを受け、四ツ木アオトは「仮面の守護者ゼロング」としてデスバル軍団と戦うことを決意し、正義の戦士となったのである。

## 登場人物
出典

### ゼロングたち
- ゼロング／四ツ木アオト

デスバルの魔の手から葛飾区を守るヒーロー「ゼロング」。普段は「四ツ木アオト」として東京都葛飾区で暮らしている。悪の軍団デスバルに捕らえられた時、遺伝子の一致が確認されたためシューティングカードを与えられた。基地の脱出後、正義の戦士となる事を決意し、戦いに身を投じる事となった。名前の由来は葛飾区四つ木。
- スパーク／堀切ショウブ

ゼロング2号、青の戦士。正式名称は「ゼロングスパーク」だが、スパークと呼ばれる事が多い。チェンジ前は「堀切ショウブ」として生活している。堀切ショウブはデスバルに捕まった際、スパークに変身できる遺伝子の一致が判明し、無事デスバル基地からゼロングに救出された。その後、スパークとしてゼロングと共に闘うことを決意した。名前の由来は葛飾区堀切。
2020年8月現在、調布市の超辛グランマサラーとタッグで、ローカルヒーローバトル・タッグ王者（初代・防衛一回）。
- ガンマ／立石セイヤ

第三の戦士。本名は「立石セイヤ」シューティングカードと遺伝子の一致が判明していたが、マッチョ大佐がカードを紛失。拾ったのが立石セイヤ本人だった。正義や平和のために戦うという事が呑み込めずにいたが、ピンチに陥ったSSPを助けたいという気持ちから、ガンマとして目覚める。変身前は優しげで、争いを好まない青年。名前の由来は葛飾区立石。
- ピエリス／白鳥わかば

第四の戦士。初の女性ゼロング。本名は「白鳥わかば」。ピエリスはモンシロチョウを意味し、その名の通り純白のボディを持った戦士。ゼロング5周年イベント『ご当地！葛飾最高っ祭り』で初めてその姿を表した。名前の由来は葛飾区白鳥。
- スプレンダ／青戸桃華

第五の戦士。本名は「青戸桃華」。アゲハチョウの守護を受ける桃色の戦士。一見普通の女の子だが身体能力が極めて高く、仲間たちですら驚かせる驚異の身のこなしを披露する。名前の由来は葛飾区青戸。

### SSP（スペシャル・シークレット・ポリス）
- 水元誠

SSP隊長。デスバル撲滅の為に日夜活動する組織のリーダー。戦闘員程度なら簡単に倒してしまう戦闘能力の持ち主で、総合格闘技的な戦いが得意。下町育ちゆえか多少江戸っ子な口調で話す。近年になって、おっちょこちょいな性格であることが判明。何故か桜の季節には涙が出てくるらしい。名前の由来は葛飾区水元。
- 高砂ゆき

SSP隊員。水元隊長の部下である。部下であるものの、戦闘能力を含む様々な能力で隊長に引けを取らない。正義感の強いしっかりもので、女だてらに拳法や体術を駆使して戦う。乙女な一面も持っており、髪飾りのリボン集めが趣味。名前の由来は葛飾区高砂。
- 奥戸涼

SSP隊員。水元隊長の部下である。真面目、真正直を絵に書いたような青年。堅物過ぎて子供に怖がられるのが最近の悩み。名前の由来は葛飾区奥戸。
- SSPゼロング

SSPがデスバルの脅威と戦うため開発した、生身の人間でもデスバルとゼロング級のパワーを発揮できるハイパー強化スーツ。水元隊長、奥戸隊員どちらが着ることもある。

### 悪の組織デスバル軍団
- マッチョ大佐

デスバル最高幹部。東京を悪の独立国家にすべく、戦闘員や怪人を駆使して悪事を働く。人の目を引く見事な筋肉を誇示すべく、常に半裸。軍人言葉とおねぇ言葉を操る変人。詰めが甘いのでいつもレイディ・ロザに叱られている。
- レイディ・ロザ

デスバルの女性幹部。専用の戦闘員を従え任務を遂行する。狡猾、高圧的で、計算高い性格。何故眼帯をしているのか、その下の瞳はどうなっているのか、謎。女王様のような振る舞いをしているが意外とウブな一面もある。
- ヤンゴン少将

デスバルミャンマー支部から派遣されたデスバル軍団幹部。マッチョ大佐より地位が上。日本語と日本のことを勉強中。口癖は『ミンガラーバー』（ミャンマー語の挨拶の言葉）。なお、葛飾区とミャンマーの旧首都ヤンゴンは別に姉妹都市ではないが、2014年にミャンマーでのショーを行った事をきっかけにゼロングたちはミャンマーを応援している。
- デスバルゼロング

偽ゼロングと呼称される場合もある。姿はゼロングに酷似しているが、能力においては本家ゼロングを凌駕する。デスバルの危機には突如として現れ、ゼロング達と互角以上の戦いをする。その正体については大幹部であるマッチョ大佐ですら解っていない。ゼロング達と同様のデスライザーを装着している事から、彼もまたシューティングカードの適合者の一人である事が推測される。

## テーマソング
- 『Fight for Justice～ゼロングのテーマ』

作詞・作曲・歌：矢神亜希丸
- 『HERO!!～ゼロングのテーマ～』

作詞・作曲・歌：ツシマコウ